# Phomopsis skimmiae
Phomopsis skimmiae är en svampart som beskrevs av Grove 1933. Phomopsis skimmiae ingår i släktet Phomopsis och familjen Diaporthaceae.   Inga underarter finns listade i Catalogue of Life.